# میسون هولگیت
میسون انتونی هولگیت (انگلیسی: Mason Anthony Holgate؛ زادهٔ ۲۲ اکتبر ۱۹۹۶) بازیکن فوتبال اهل انگلستان است.
از باشگاه‌هایی که در آن بازی کرده‌است می‌توان به بارنزلی، اورتون و وست برومویچ آلبیون اشاره کرد.